# اوگیمی
اوگیمی (به لاتین: Ōgimi) یک منطقهٔ مسکونی در ژاپن است که در استان اوکیناوا واقع شده‌است. اوگیمی  ۳٬۱۹۴ نفر جمعیت دارد.این روستا به دلیل عمر طولانی ساکنان آن به روستای طول عمر معروف است.